# مرو أرجواني
مرو أرجواني (الاسم العلمي:Maerua purpurascens) هو نوع من النباتات يتبع جنس المرو من الفصيلة القبارية.